# Esferificación

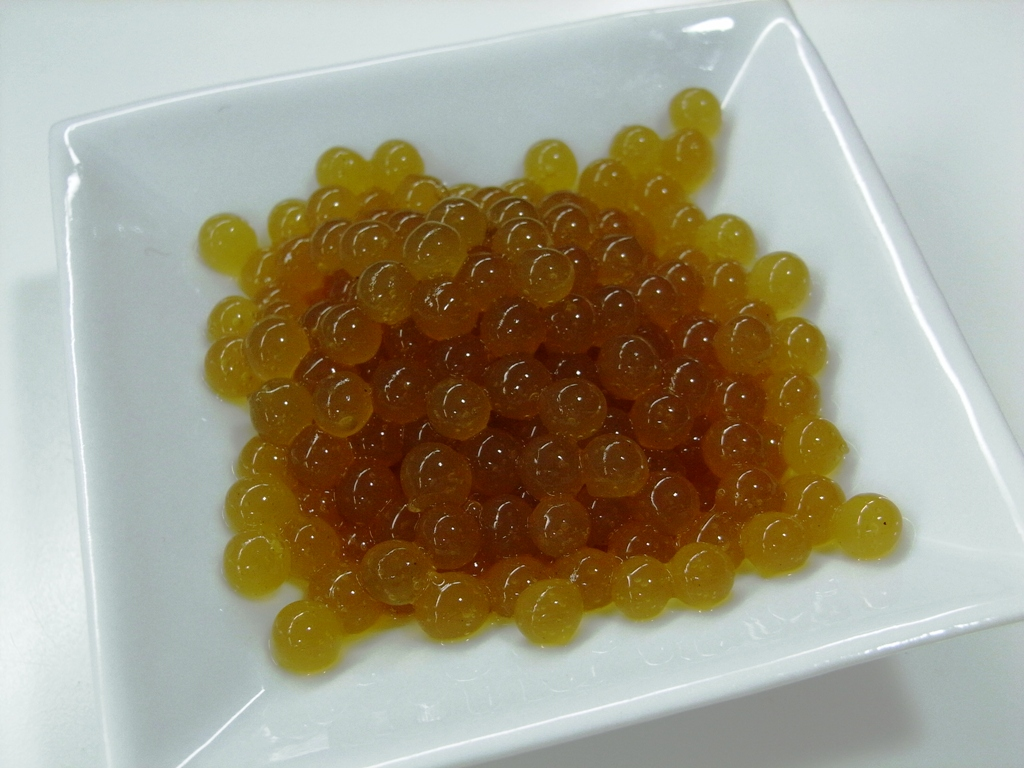
Esferificación de té verde.

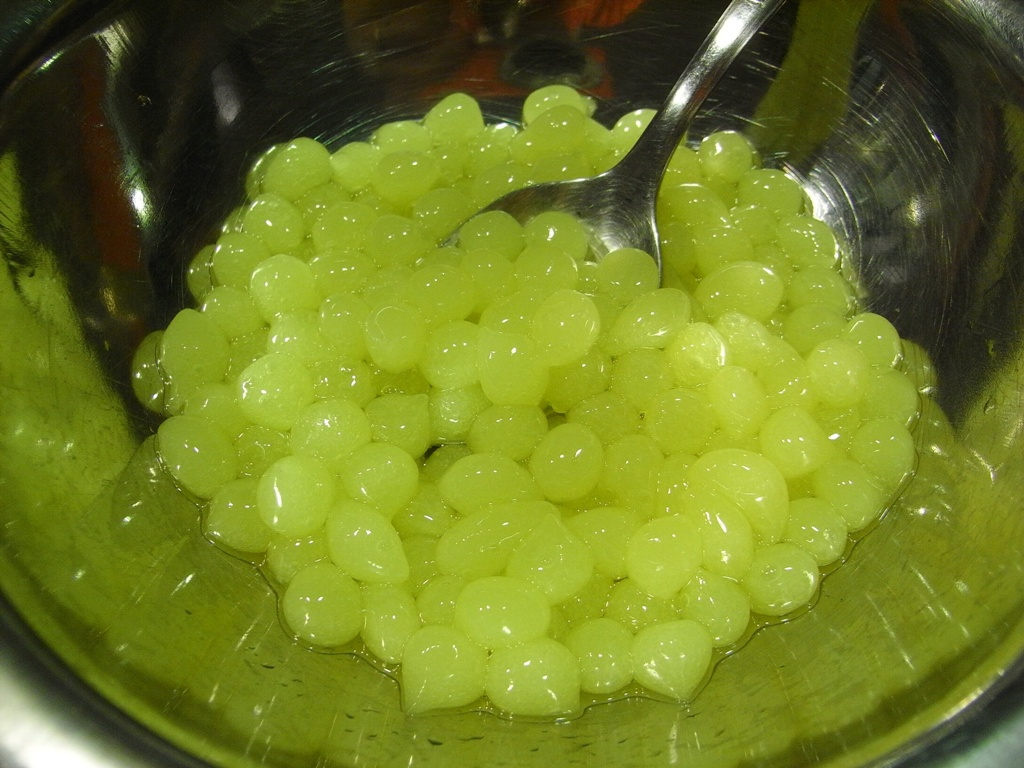
Esferificación de zumo de manzana.

La esferificación (de proporcionar forma de esfera) es una técnica culinaria empleada sobre todo en la cocina moderna. Fue patentada en 1946 por Peschardt, W. J. M. en su libro "Manufacture of artificial edible cherries." Se utiliza para la elaboración de ciertos platos en los que se desea imitar una forma, y textura, muy similar a las huevas de pescado.
La encapsulación con texturas de gelatina es una técnica que hace que los sabores aparezcan repentinamente en la boca. La técnica se emplea desde los años 90 en la alta cocina en la elaboración de diversos alimentos (generalmente líquidos) como puede ser vinos, zumos de frutas o verduras, etc. De esta forma se puede obtener, caviar de manzana (zumo de manzana), caviar de oporto (elaborado con vino de oporto), caviar de té (elaborado con té verde), caviar de café, etc.

## Forma de preparación
La técnica consiste en aplicar el espesante natural procedente de las algas pardas denominado alginato sódico (E-401) y el cloruro cálcico (E-509) en ciertas proporciones con el objeto de provocar la gelificación parcial del líquido, y que éste acabe poseyendo diversas formas. La idea es disolver el alginato en el zumo por una parte, mientras que se elabora una disolución de cloruro cálcico en agua por otra. La técnica para generar formas similares a las huevas consiste en mezclar alginato y zumo en un recipiente con jeringuillas, tubos, pipetas, etc., y verter poco a poco gotas de la mezcla sobre la disolución de cloruro cálcico. 
Al entrar en contacto la disolución con alginato, la superficie del líquido se gelatiniza, y provoca el "encapsulado" del líquido en forma de esferas. El alginato cálcico debe poseer una acidez lo más cercana a pH 6 para que gelatinice. En algunas ocasiones es necesario reducir artificialmente la acidez del líquido (empleando citrato de sodio E-331). A veces se produce el mismo efecto mediante el empleo de goma xantana o agar-agar (E-406).

## Variantes
Se suele dividir el proceso de esferificación en dos categorías: 
Esferificación básicaEs la aplicación del espesante alginato al líquido que se desea esferificar, y mediante la acción de la disolución del cloruro cálcico se produce la gelificación y la forma de esfera. En resumen: alginato sódico + líquido se introduce en una disolución de cloruro cálcico.
Esferificación inversaSe define como la aplicación inversa de la anterior, si el líquido que se desea esferificar contiene calcio (por regla general cualquier lácteo); en este caso se sumerge en una disolución de alginato. Pero si el líquido no posee calcio y se le añade gluconolactato de calcio puede procederse de igual forma mediante este proceso inverso. En resumen: gluconolactato de calcio + líquido se introduce en disolución de alginato.

## Usos
El procedimiento se emplea con el objeto de obtener alimentos líquidos "coagulados" en esferas y poder decorar ciertos platos y postres. Es muy empleado en la alta cocina, ya que de alguna forma los "caviares" elaborados pueden ayudar a los cocineros a provocar un control sobre la expresión de los sabores en los consumidores. Los sabores encerrados en su piel de gelatina muestran su intensidad al encontrarse en la boca.